# Bruno Levant
Pour les articles homonymes, voir Levant.
 (mai 2023).
Si vous disposez d'ouvrages ou d'articles de référence ou si vous connaissez des sites web de qualité traitant du thème abordé ici, merci de compléter l'article en donnant les références utiles à sa vérifiabilité et en les liant à la section « Notes et références ».
Bruno Levant (né le 24 janvier 1960 à Avesnes-sur-Helpe) est un athlète français, spécialiste des courses de demi-fond.

## Biographie
Adepte du football, il est détecté à la suite de ses victoires en cross scolaires.
Il est sacré champion de France en salle du 3 000 mètres en 1987 en 8 min 02 s 22 à Paris (sur la piste de 166,66 m de l'Insep).
Il se classe sixième des championnats d'Europe en salle de 1987 à Lievin et s'incline dès les séries lors des championnats du monde en salle, toujours en 1987 à Indianapolis.
Avec l'équipe de France, il remporte la médaille de bronze par équipes aux championnats du monde de cross 1988 à Auckland (NZ) derrière le Kenya et l'Éthiopie. Il est le premier vainqueur du Cross de l'Acier, en 1990, dont il sera le parrain durant de nombreuses années.
Il cumule plusieurs podiums aux championnats de France, d'abord en junior sur 3000 m puis sur 1500 m et 5000 m. Son tempérament de meneur est reconnu de tous, n'hésitant jamais à prendre la tête des épreuves et à partir sur des rythmes élevés.
Il est sélectionné aux Championnats d'Europe à Stuttgart sur 1500 m et gagne le match France-Angleterre sur la même distance.
Il est sélectionné pour France - URSS - Grande Bretagne sur 5000 m à Portsmouth (4e).
Il est sélectionné aux Jeux de la Francophonie sur 5000 m à Casablanca où il affronte Saïd Aouita et Khalid Skah (4e).
Il est invité dans une majorité des meetings européens (Belgrade, Nice, Paris, Bruxelles, Bratislava, Lausanne, Oslo, Stockholm, Coblence...).
En cross-country, que spécialiste du demi-fond court, il termine cinquième aux championnats de France 1988 à Salon-de-Provence et troisième sur ses terres à Coudekerque en 1989. Il se classe troisième du challenge des grands cross français (Mutuelle du Mans) et participe régulièrement aux épreuves de la Cross-Cup Belge et de l'Euro Cross-Cup.
Records :
- 800 m : 1 min 48 s 8 (Saint-Maur) ;
- 1000 m : 2 min 20 s 50 (Liévin) ;
- 1500 m : 3 min 35 s 83 (Coblence) ;
- Mile: 3 min 59 s 9 (Metz) ;
- 2000 m: 4 min 59 s 8 (Dunkerque) ;
- 3000 m : 7 min 45 s 83 (Oslo) - 8 min 24 s 7 en junior (Lille) ;
- 3000 m en salle : 7 min 53 s 70 (Liévin) ;
- 5000 m : 13 min 31 s 03 (Saint-Denis) - 14 min 49 s 7 en junior (Angers) ;
- Semi-marathon : 1 h 04 min 12 s (Paris Humarathon).

En 1989, il remporte les 20 km de Maroilles.
Il a intégré le bataillon de Joinville.
Il est membre du GIFA (Groupement des internationaux français d'athlétisme).
Il a été licencié à l'US Valenciennes Athlétisme et à l'As Anzinoise Athlétisme.
Il participe à quelques trails et marathons après un riche palmarès en vétéran : cinquième aux Championnats de France à Carhaix, puis champion de France Ekiden avec l'équipe de l'AS Anzinoise (Marseille), équipe qui glanera aussi le titre par équipe en cross-country.
Il est devenu président de l'AS Anzinoise Athlétisme et participe épisodiquement à quelques compétitions.